# تاکسیدو پارک (نیویورک)
تاکسیدو پارک، نیویورک (به انگلیسی: Tuxedo Park, New York) یک منطقهٔ مسکونی در ایالات متحده آمریکا است که در ایالت نیویورک واقع شده‌است.

## خصوصیات
تاکسیدو پارک ۸٫۴ کیلومترمربع مساحت و ۶۲۳ نفر جمعیت دارد و ۱۲۴ متر بالاتر از سطح دریا واقع شده‌است.